# 2057
- Wikisource

| Calendário gregoriano                                                        | 2057 MMLVII                         |
| Ab urbe condita                                                              | 2810                                |
| Calendário arménio                                                           | 1507 – 1508                         |
| Calendário bahá'í                                                            | 213 – 214                           |
| Calendário budista                                                           | 2601                                |
| Calendário chinês                                                            | 4753 – 4754 Início a 4 de fevereiro |
| Calendário copta                                                             | 1773 – 1774                         |
| Calendário etíope                                                            | 2049 – 2050                         |
| Calendários hindus - Vikram Samvat - Calendário nacional indiano - Cáli Iuga | 2112 – 2113 1978 – 1979 5157 – 5158 |
| Calendário Holoceno                                                          | 12057                               |
| Calendário islâmico                                                          | 1480 – 1481                         |
| Calendário judaico                                                           | 5817 – 5818                         |
| Calendário persa                                                             | 1435 – 1436 Início a 20 de março    |
| Calendário rúnico                                                            | 2307                                |
| Calendário solar tailandês                                                   | 2600                                |

2057 (MMLVII, na numeração romana) será um ano comum do século XXI que começará numa segunda-feira, segundo o calendário gregoriano. A sua letra dominical será G. A terça-feira de Carnaval ocorrerá a 6 de março e o domingo de Páscoa a 22 de abril. Segundo o horóscopo chinês, será o ano do Boi, começando a 4 de fevereiro.

| Evento                                                   | Data            | Hora  |
| -------------------------------------------------------- | --------------- | ----- |
| Aquário                                                  | 19 de janeiro   | 14:30 |
| Peixes                                                   | 18 de fevereiro | 04:27 |
| primavera no hemisfério norte e outono no hemisfério sul |                 |       |
| Carneiro/equinócio                                       | 20 de março     | 03:08 |
| Touro                                                    | 19 de abril     | 13:47 |
| Gémeos                                                   | 20 de maio      | 12:35 |
| verão no hemisfério norte e inverno no hemisfério Sul    |                 |       |
| Caranguejo/solstício                                     | 20 de junho     | 20:19 |
| Leão                                                     | 22 de julho     | 07:11 |
| Virgem                                                   | 22 de agosto    | 14:25 |
| Outono no Hemisfério Norte e Primavera no Hemisfério Sul |                 |       |
| Balança/equinócio                                        | 22 de setembro  | 12:23 |
| Escorpião                                                | 22 de outubro   | 22:09 |
| Sagitário                                                | 21 de novembro  | 20:06 |
| inverno no hemisfério norte e verão no hemisfério sul    |                 |       |
| Capricórnio/solstício                                    | 21 de dezembro  | 09:43 |

| UTC: Portugal Continental, Madeira, Guiné-Bissau e São Tomé e Príncipe Subtrair (-): 1 h nos Açores e Cabo Verde 2 h nas Ilhas oceânicas brasileiras 3 h em Brasília, em Goiás, na Amazônia Oriental Brasileira e no nordeste, sudeste e sul brasileiros 4 h na Amazônia Ocidental Brasileira, Mato Grosso e Mato Grosso do Sul 5 h no Acre e sudoeste do Amazonas Adicionar (+): 1 h em Angola e Guiné Equatorial 2 h em Moçambique 8 h em Macau 9 h em Timor-Leste. |
| Adicionar uma hora durante a vigência do horário de verão: Portugal Continental : De 25 de março a 28 de outubro de 2057 |

| Ano completo                         |
| ------------------------------------ |
| Ano comum com início à segunda-feira |

## Eventos esperados e previstos
- Ano do Boi, segundo o Horóscopo chinês.
- Neste ano, acontecerá a muito rara ocorrência de dois eclipses solares totais em um único ano civil (em 5 de janeiro e 26 de dezembro). A última vez que isso ocorreu foi em 1889. A próxima vez que ocorrerá será em 2252. (Previsões feitas por Fred Espenak, da NASA/GSFC).

### Janeiro
- 5 de janeiro - Eclipse solar total.[1]

### Fevereiro
- Uma mensagem METI da Chamada Cósmica 1 enviada do Radiotelescópio RT-70 de Eupatória chega ao seu destino, à estrela 15 Sagittae.

### Maio
- Uma mensagem METI, chamada Teen Age Message, enviada do Radiotelescópio RT-70 de Eupatória chega ao seu destino, à estrela HD 76151.

### Junho
- 17 de junho - Eclipse lunar parcial.[2]

### Julho
- 1 de julho - Eclipse solar anular.[3]

### Dezembro
- Uma mensagem METI, chamada Teen Age Message, enviada do Radiotelescópio RT-70 de Eupatória chega ao seu destino, à estrela 37 Geminorum.

- 11 de dezembro - Eclipse lunar parcial.[4]

- 26 de dezembro - Eclipse solar total.[5]

### Datas desconhecidas
- No Reino Unido, o contrato da Midland Expressway Ltd (MEL) para operar o pedágio M6 expira.
- O suprimento mundial de petróleo está oficialmente esgotado.[6]

## Epacta e Idade da Lua
| Epacta gregoriana | - ()    |
| Idade da Lua      | Letra - |